# Ginga Kikoutai Majestic Prince
Majestic Prince (マジェスティックプリンス Majesutikku Purinsu?) es una serie de manga escrita por Rando Ayamine e ilustrada por Hikaru Niijima. Una adaptación a serie de anime titulada Galactic Armored Fleet Majestic Prince (銀河機攻隊 マジェスティックプリンス Ginga Kikōtai Majesutikku Purinsu?) fue anunciada en la revista Weekly Hero's del número de noviembre de 2012. El anime ha sido licenciado por Sentai Filmworks. Comenzó a emitirse en la televisión el 4 de abril de 2013, y está siendo transmitido con subtítulos en inglés por Crunchyroll y Anime Network.

## Argumento
En el año 2110, la humanidad ha expandido su frontera hacia el espacio en su camino de hallar nuevos recursos. Los avances en la investigación de ingeniería genética llevaron a la creación del "Proyecto MJP", quienes crearon seres humanos genéticamente mejorados conocidos como los "niños evolucionados", desarrollados con la intención de permitir que los seres humanos se adapten mejor a la nueva frontera, el espacio exterior. Sin embargo, cuando la Tierra se encuentra amenazada por una raza extraterrestre muy avanzada, pero numéricamente inferior llamados Wulgaru, las fuerzas humanas deciden usar los jóvenes evolucionados como soldados para luchar en el frente de la guerra.
El Team Rabbits, un quinteto de jóvenes evolucionados cuya falta de trabajo en equipo y sentido común les impide alcanzar su verdadero potencial, son seleccionados como pilotos de prueba para las nuevas unidades de batalla móviles llamadas AHSMB (o Advanced High Standard Multipurpose Battle Device, en inglés), impulsados por el "Sistema JURIA", una tecnología de vanguardia cuya eficacia en el combate se incrementa de acuerdo a los instintos de supervivencia de quien lo pilote. Cuando todos unen fuerzas para superar sus debilidades personales y alcanzar su verdadero potencial, los miembros del Team Rabbits finalmente asumen un papel clave en los esfuerzos de la humanidad para frustrar la invasión alienígena a la Tierra.

## Personajes

### Team Rabbits
Izuru Hitachi (ヒタチ・イズル Hitachi Izuru?)
Seiyu: Hiroki Aiba
Izuru tiene 16 años, es el principal protagonista y líder del Team Rabbits, piloteando el mecha llamado "Red 5". Él es un pensador positivo cuyo sueño es convertirse en un héroe y le encanta dibujar manga. Su equipo de mecánicos se compone de algunos mecánicos que actúan juntos como una familia y rápidamente le dan la bienvenida como parte de ella. Izuru tiene una capacidad de concentración más alta debido a sus mejoras genéticas. Al igual que los otros jóvenes evolucionados, se les borraron sus recuerdos de antes de unirse a la academia militar. A pesar de esto, Izuru recuerda algunas cosas sobre Teoría y ella más tarde le menciona que ambos eran muy cercanos en el pasado. Más tarde se reveló que su ADN y el de Asagi provenían de la misma persona, convirtiéndose en cierta forma en hermanos.
Toshikazu Asagi (アサギ・トシカズ Asagi Toshikazu?)
Seiyu: Shintarō Asanuma
Toshikazu tiene 17 años, es el miembro más antiguo del Team Rabbits, piloteando el mecha llamado "Blue 1". Él también actúa de vez en cuando como líder del Team Rabbits cuando Izuru es incapaz de hacerlo. Él tiene un caso extremo de miedo escénico y un estómago crónicamente alterado. Su equipo de mecánicos se compone de tres miembros de una misma familia, entre ellos una niña. Toshikazu es capaz de procesar grandes cantidades de datos debido a sus mejoras genéticas. Se dio a entender que él puede tener sentimientos por Kei. Más tarde se reveló que su ADN y el de Izuru procedían de la misma persona, el Comandante Simón, lo que los hace "hermanos".
Kei Kugimiya (クギミヤ・ケイ Kugimiya Kei?)
Seiyu: Yōko Hikasa
Kei tiene 16 años, ella es el principal control del Team Rabbits, piloteando el mecha que usa de sensor/radar llamado "Purple 2". Ella tiene un excelente oído y tiene la manía de hacer y comer dulces con montones y montones de azúcar. Su equipo de mecánicos se compone de mujeres hermosas y dignas, quienes siempre instan a Kei a dar su mejor esfuerzo. Kei tiene una percepción auditiva muy desarrollada debido a sus mejoras genéticas. A medida que la serie avanza, empieza a mostrar interés romántico en Izuru, y no se siente cómoda con su cercanía a Teoría.
Tamaki Irie (イリエ・タマキ Irie Tamaki?)
Seiyu: Yuka Iguchi
Tamaki tiene 15 años, ella hace de refuerzo del Team Rabbits, piloteando su mecha llamado "Rose 3", que posee una armadura pesada, con un mecanismo diseñado para poner las formaciones enemigas en desorden gracias a su gran velocidad. Una convicta romántica, ya que tiene una tendencia a pedirle ser su novia a los hombres que encuentra guapo, sin siquiera llegar a conocerlos mejor, lo que la lleva a ella a siempre ser rechazada. Ella no sabía que Patrick estaba enamorado de ella, pero acepta sus sentimientos después de su muerte. Su equipo de mecánicos está exclusivamente compuesto por hombres llenos de grasa y de poco atractivos, muy a su pesar. Tamaki puede soportar altamente la Fuerza G debido a sus mejoras genéticas.
Ataru Suruga (スルガ・アタル Suruga Ataru?)
Seiyu: Junya Ikeda
Ataru tiene 16 años y es el artillero del Team Rabbits, piloteando el mecha llamado "Gold 4", que se especializa en atacar desde larga/media distancia con fuego de apoyo. Un geek militar, su entusiasmo con el hardware militar generalmente molesta a quienes le rodean, especialmente cuando trata de coquetear con las chicas. Sin embargo, esto también hace de él uno de los pilotos más versátiles, ya que puede elegir fácilmente la mejor munición de salida para cada uno de los grandes tipos y variaciones de armas a su disposición. Su equipo de mecánicos se compone de hombres fuertes que insisten en que se debe tener un poco de músculos. Ataru tiene una memoria selectiva superior debido a sus mejoras genéticas.
Ange Kuroki (クロキ・アンジュ Kuroki Anju?)
Seiyu: Akeno Watanabe
Ange tiene 15 años y es el miembro más joven del Team Rabbits, ya que se une a la mitad de la serie piloteando el "Black 6", especializado en artillería de gama media y combates a corta distancia. Hasta el momento se desconoce si Ange es hombre o mujer, y el resto del equipo ha dividido las opiniones al respecto. A pesar de ser más hábil y estar mejor capacitado/a, Kuroki suele ser tímido/a al hablar con los demás, pero muestra un comportamiento perverso y loco cuando esta en batalla. El mecha de Ange tiene un sistema de mantenimiento automático que dispensa la necesidad de un equipo de mecánicos de la mayor parte del tiempo.

### Team Doberman
Randy Maxwell (ランディ・マクスウエル Randi Makusuueru?)
Seiyu: Anri Katsu
Es el líder del Team Doberman, siempre quiere mostrar una actitud "cool".
Rakesh Chandrasekhar (ラケシュ・チャンドラセカール Rakeshu Chandorasekāru?)
Seiyu: Yuki Fujiwara
Es el sub-líder y el miembro de más sensatez del Team Doberman. Él tiene una novia que parece ser algo mayor que él y tiene la intención de casarse con ella una vez que la guerra haya terminado.
Patrick Hoyle (パトリック・ホイル Patorikku Hoiru?)
Seiyu: Ayumu Murase
Es el miembro más joven del Team Doberman. Más tarde desarrolla un enamoramiento enorme por Tamaki.

### Personal del GDF/MJP
Simon Gato (シモン・ガトゥ Shimon Gotu?)
Seiyu: Hiroki Tōchi
Jefe del "proyecto MJP" y responsable del desarrollo del "Sistema JURIA". Fue él quien eligió el Team Rabbits para participar en el proyecto, alegando que con sus instintos de supervivencia sobresalientes y habilidades individuales, finalmente, serían llevados a convertirse en una fuerza a tener en cuenta, una vez que superen sus debilidades personales y la falta de trabajo en equipo. Más tarde se reveló que su ADN se utilizó para producir tanto a Izuru como a Asagi, haciendo de él su padre biológico.
Rin Suzukaze (スズカゼ・リン Suzukaze Rin?)
Seiyu: Miyuki Sawashiro
Comandante del Team Rabbits. Al principio duda de la capacidad del equipo para dominar el Sistema JURIA, hasta que sus hazañas en la batalla demuestran lo contrario.
Reika Saionji (西園寺 レイカ Saionji Reika?)
Seiyu: Sayaka Ohara
La Jefa de Mecánicos del Team Rabbits, ella es una mujer amable y bien dotada. Es una vieja amiga de Rin.
Siegfried von Vestannah (ジークフリート・フォン・ヴェスターナッハ Jīkufurīto von Vuesutanahha?)
Seiyu: Hirofumi Nojima
Miembro del puente de mando de la nave "Godinion" junto a Giuliano.
Giuliano Visconti (ジュリアーノ・ヴィスコンティ Juriāno Visconti?)
Seiyu: Kosuke Toriumi
Miembro del puente de mando de la nave "Godinion" junto a Siegfried.
Amane (アマネ Amane?)
Seiyu: Masumi Asano
Una teniente del GDF por cuyas proezas gana un rápido ascenso en las filas militares. Ella es amiga de Rin y Reika.
Teoria (テオーリア Teōria?)
Seiyu: Shizuka Itō
Ella es miembro de la familia real Wulgaru que desertó para ayudar a los seres humanos, dándoles la tecnología Wulgaru para construir los AHSMB. Ella conocía a Izuru antes de que se le borrara su memoria y ha demostrado una gran preocupación hacia él. Izuru también ha mencionado que la encuentra familiar para él. Más tarde se reveló que ella es la hermana menor de Jiart y la hermana menor de Garukie. Cuando se encuentra la ubicación de la Puerta que los Wulgaru utilizaban para invadir el sistema solar, a costa de las vidas de dos miembros del Team Doberman, ella se reveló a los gobiernos del mundo y se ofreció para unirse al asalto para destruir la puerta y detener la invasión.
Daneel (ダニール Danīru?)
Seiyu: Chihiro Suzuki
Es el ayudante de Teoría, que la siguió después de que desertó de los Wulgaru.

### Wulgaru
Jiart (ジアート Jiāto?)
Seiyu: Hikaru Midorikawa
Príncipe de los Wulgaru y hermano del rey y de Teoría, tiene poco cuidado con los objetivos de su gente y las necesidades de su pueblo y se enfoca a sí mismo en satisfacer sus deseos, así como solo pelea contra los enemigos que pueden saciar su sed de emocionantes batallas. Cuando se enfrenta al Team Rabbits al principio, deja que ellos vivan alegando que ni siquiera son dignos de ser asesinados por él. Sin embargo, él encuentra a Izuru un digno oponente durante su segundo encuentro, hasta el punto de salvarle la vida una vez más con la esperanza de luchar contra él de nuevo en una ocasión posterior. Él no se lleva bien con sus compañeros Wulgaru, ya que siempre termina solo escuchando la palabra de su hermano, el rey.
Garukie (ガルキエ Garukie?)
Seiyu: Kiyoyuki Yanada
El emperador actual de los Wulgaru, siendo coronado emperador tras el asesinato de su padre, el exemperador. Él es el hermano mayor de Jiart y Teoría. Tiene una buena relación con Jiart, y tolera mucho la conducta de él.
Klein (クレイン Kurein?)
Uno de los comandantes militares de los Wulgaru. Tiene una apariencia de niño y se enoja fácilmente. Fue asesinado en el episodio 18.
Lada (ラダ Rada?)
Seiyu: Chihiro Suzuki
Uno de los comandantes militares de los Wulgaru.
Lumez (ルメス Rumesu?)
Seiyu: Junichi Suwabe
Uno de los comandantes militares de los Wulgaru.
Dolgana (ドルガナ Dorugana?)
Seiyu: Masanori Machida
Uno de los comandantes militares de los Wulgaru.
Lutiel (ルティエル Rutieru?)
Seiyu: Yukana Nogami
Uno de los comandantes militares de los Wulgaru, la única comandante femenina. Ella y su flota se las arreglaron para matar a Randy y Patrick mientras el Team Doberman estaba haciendo una misión de reconocimiento. Más tarde, fue asesinada por el Team Rabbits sin la ayuda de Izuru en el episodio 22.

## Media

### Anime
El tema de apertura para los episodios 2 al 12 es "Watashi wa Sōzō-suru" (私は想像する?  "I Imagine") realizado por Natsumi Kon. El tema final para los episodios 1 al 12 es "Sayonara tte Iu" (サヨナラっていう?  "Yo digo Adios") realizado por Chiaki Ishikawa. Ishikawa también escribió y compuso dos canciones. Los temas de apertura y final cambian en el episodio 13 de "PROMPT", hecho por Kon, y "Arigatō. Tadaima." (アリガトウ。タダイマ。?  "Gracias. Estoy aqui.") realizado por Yōko Hikasa y Yuka Iguchi como sus personajes Kei Kugimiya y Tamaki Irie, respectivamente. El episodio 6 también incluye una canción de inserción escrita por Ishikawa y realizado por Kon titulada "Kokoro" (ココロ?  "Corazón").